# Pfannspitze
Die Pfannspitze ist ein 2676 m ü. A. hoher Berggipfel der Villgratner Berge an der Grenze zwischen den Gemeinden St. Jakob in Defereggen und Innervillgraten (Osttirol, Österreich).

## Lage
Die Pfannspitze liegt im Nordwesten der Villgratner Berge östlich des Zentralen Hauptkamms. Der Gipfel befindet sich zwischen den Hellböden (2711 m ü. A.) im Südwesten und der Traunleitenspitze (2690 m ü. A.) im Nordosten, wobei zwischen der Pfannspitze und der Traunleitenspitze das Villgrater Törl (2502 m ü. A.) liegt. Der Südwestgrat der Pfannspitze geht über einen unbenannten Höhenpunkt (2691 m ü. A.) zu den Hellböden, wobei vom unbenannten Höhepunkt die Pfannscheid nach Südosten abzweigt. Nördlich der Pfannspitze liegt der Gipfel Auf dem Saam (2463 m ü. A.), an den Nordwestflanken liegen teile des Quellgebiets des Stallebachs. Der Südwestgrat fällt ins Arntal ab, wobei vom Südostgrat ein Grat nach Südwesten abzweigt. Das Gebiet zwischen diesem Grat und dem Verbindungsgrat zu den Hellböden wird als Pfanne bezeichnet.

## Anstiegsmöglichkeiten
Das Normalweg auf die Pfannspitze führt auf markiertem Weg vom Arntal und der Unterstalleralm ins Villgrater Törl von hier fast unschwierig (I) über den Nordostgrat auf den Gipfel. Von Norden ist die Pfannspitze von der Ortschaft Rinderschinken über die Alpe Stalle durch das Tal des Stallebach zur Hinteren Stalle-Alm erreichbar. Von hier führt der markierte Wanderweg weiter bis ins Villgrater Törl und danach ebenfalls über den Nordostgrat. Die Pfannspitze ist zudem von den Hellböden über den Südwestgrat (II) zu besteigen. Von der Pfanne aus ist die Pfannspitze einfach begehbar.